# Unité urbaine de Geneston
L'unité urbaine de Geneston est une unité urbaine française centrée sur la ville de Geneston, département de Loire-Atlantique.

## Données globales
En 2010, selon l'Insee, l'unité urbaine de Geneston est composée de deux communes, toutes situées dans l'arrondissement de Nantes, subdivision administrative du département de Loire-Atlantique.
L'unité urbaine de Geneston appartient à l'aire urbaine de Nantes.

## Délimitation de l'unité urbaine de 2010
En 2010, l'Insee a procédé à une révision des délimitations des unités urbaines  de la France; celle de Geneston est composée de deux communes.

### Communes
Liste des communes appartenant à l'unité urbaine de Geneston selon la nouvelle délimitation de 2010 et sa population municipale en 2010 (liste établie par ordre alphabétique) :
| Nom      | Code Insee | Statut | Superficie (km2) | Population (dernière pop. légale) | Densité (hab./km2) |
| -------- | ---------- | ------ | ---------------- | --------------------------------- | ------------------ |
| Geneston | 44223      |        | 8,04             | 3 691 (2022)                      | 459                |
| Montbert | 44102      |        | 28,24            | 3 346 (2022)                      | 118                |

## Évolution démographique
L'évolution démographique ci-dessous concerne l'unité urbaine selon le périmètre défini en 2010.
| 1968  | 1975  | 1982  | 1990  | 1999  | 2006  | 2011  | 2016  | 2019  | - |
| ----- | ----- | ----- | ----- | ----- | ----- | ----- | ----- | ----- | - |
| 2 566 | 2 986 | 3 844 | 4 204 | 4 513 | 6 036 | 6 544 | 6 735 | 6 868 | - |